# Perinereis nigropunctata
Perinereis nigropunctata är en ringmaskart som först beskrevs av Horst 1889.  Perinereis nigropunctata ingår i släktet Perinereis och familjen Nereididae. Inga underarter finns listade i Catalogue of Life.